# Histoire de la Tunisie depuis 1956
La Tunisie, en 1956, devient un pays indépendant après avoir connu le protectorat français de 1881 à 1956. Son premier président de la République est Habib Bourguiba, remplacé en 1987 par Zine el-Abidine Ben Ali. Ce dernier doit quitter son pays, le 14 janvier 2011, sous la pression d'une révolte populaire, rapidement devenue révolution.

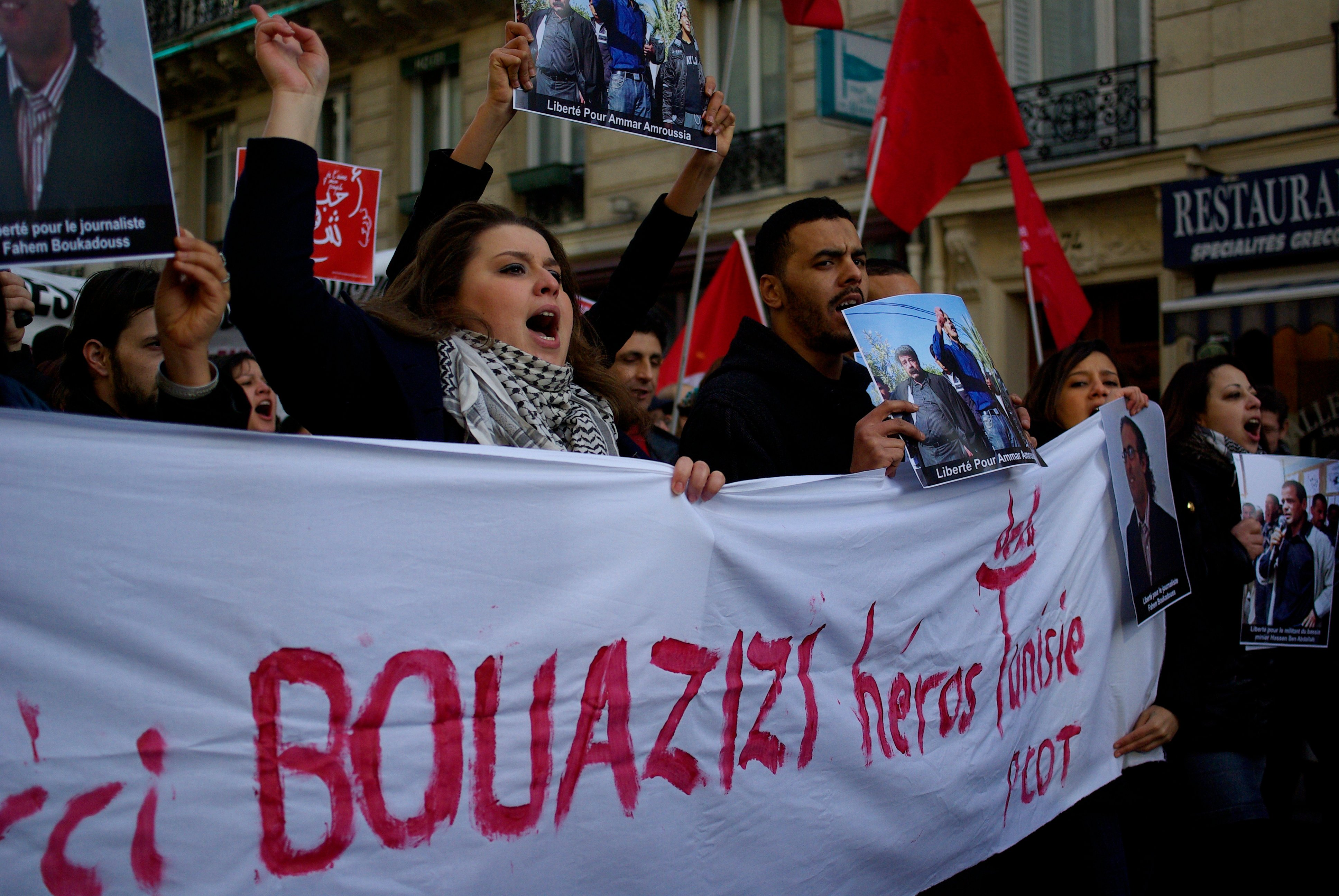
Manifestation en France en hommage à Mohamed Bouazizi, le 14 janvier 2011. L'acte désespéré de son immolation, lui qui préférait « mourir plutôt que de vivre dans la misère », enclenche la chute du régime tunisien dix jours après l'annonce de sa disparition ; cette révolution sera le premier acte du « Printemps arabe ».

## Instauration de la république

### Circonstances de la naissance de la république

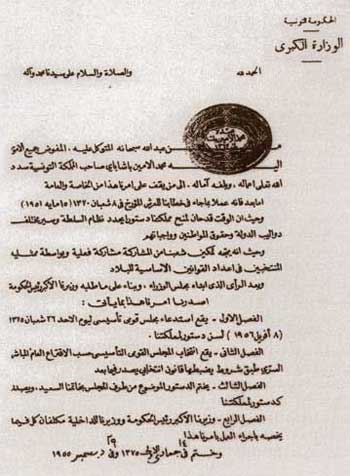
Déclaration relative à la création de l'assemblée constituante de 1956

Trois jours après l'indépendance, le 20 mars 1956, une assemblée constituante est élue en application du décret du 29 décembre 1955 pris sur proposition du Premier ministre Tahar Ben Ammar. Elle a pour but d'élaborer une nouvelle Constitution que le souverain Lamine Bey s'engage alors à promulguer sans modification.
Nommé Premier ministre en 1956, Habib Bourguiba accepte dans un premier temps de gouverner sans régner. Au cours des premiers mois de son gouvernement, il manifeste au souverain une certaine considération et mène son action gouvernementale dans la tradition de la cour beylicale imposant la délibération des décrets en Conseil des ministres et leur présentation à la sanction du souverain lors de la cérémonie du sceau qui se déroule au palais beylical tous les jeudis. C'est ainsi que le bey appose son sceau sur un certain nombre de décrets réformateurs :
- 31 mai 1956 : abolition des privilèges des princes et princesses[5] ;
- 2 août 1956 : définition du régime juridique de la nationalité ;
- 13 août 1956 : mise en place du Code du statut personnel qui donne aux femmes un statut émancipé dans le monde arabo-musulman[6],[7] ;
- 6 septembre 1956 : institution de l'Ordre de l'Indépendance[8] ;
- 18 juillet 1957 : abolition du régime des habous privés et mixtes représentant plus du tiers des terres cultivables en Tunisie[9].

Pourtant, au cours des travaux de la constituante, Bourguiba choisit d'instruire le procès de la dynastie régnante. Il prononce un véritable réquisitoire contre les Husseinites et, plus particulièrement, leur dernier représentant : Lamine Bey. En l'absence des accusés ou de leurs représentants, personne, à l'exception de quelques députés défendant la mémoire de Moncef Bey, ne tempère la violence du discours accusateur, n'en contredit le contenu ou ne conteste les faits invoqués.
C'est ainsi que la monarchie est abolie par la constituante le 25 juillet 1957. Bourguiba en est désigné président en attendant l'entrée en vigueur de la nouvelle Constitution qui est promulguée le 1er juin 1959.

### Causes de la proclamation de la république
La plupart des commentateurs définissent les causes de la proclamation de la république par la conjonction de plusieurs facteurs dont la défaillance de la dynastie régnante.

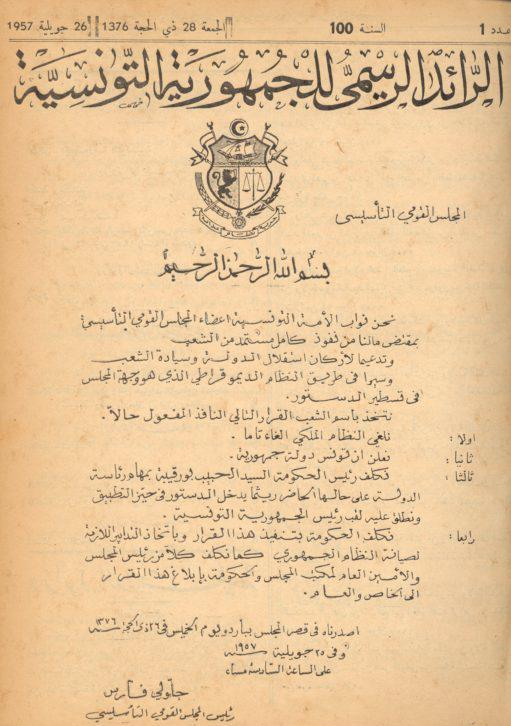
Proclamation de la république

- La dynastie n'est pas authentiquement tunisienne : son fondateur, Hussein Ier Bey, serait un « renégat chrétien d'origine grecque »[12]. En réalité, il est un Kouloughli, c'est-à-dire qu'il est issu du mariage d'un Grec converti à l'islam et d'une Tunisienne ;
- La dynastie husseinite est « faible parce que commandée par des monarques souvent vieux et impotents »[réf. nécessaire] : l'âge moyen des souverains à leur accession au trône s'établit pourtant à 48 ans et 89 jours ;
- La dynastie s'est compromise avec l'occupant français « pour la sauvegarde d'un semblant de pouvoir » : le bey dispose pourtant du pouvoir de rejeter les projets qui ne relevaient pas des compétences exclusives de la résidence générale. Toutefois, si le souverain dispose de ce pouvoir, encore faut-il que les circonstances le lui permettent. Ainsi, la peur de la rupture joue un rôle majeur dans un certain nombre d'épisodes :
  - Naceur Bey, menaçant d'abdiquer en 1922 si les revendications destouriennes ne sont pas entendues par le résident général Lucien Saint, se voit répliquer par celui-ci : « Cinq minutes suffisent pour ramener le drapeau qui flotte sur votre palais, le remplacer par celui de la république et pour annexer votre pays à l'Algérie ! »[réf. nécessaire] ;
  - En 1943, les généraux Henri Giraud et Alphonse Juin déposent Moncef Bey.

## Présidence Bourguiba (1959-1987)

### Construction d'un État moderne

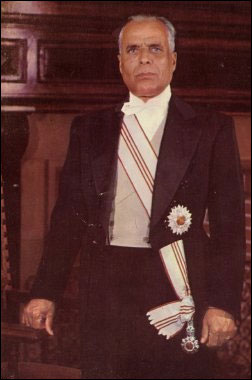
Portrait officiel du président de la République Habib Bourguiba en 1960

Le gouvernement se consacre, sous la direction de Bourguiba, à la réalisation de ses programmes relatifs au parachèvement de la souveraineté nationale et à la modernisation de la société. La politique suivie par l'État s'articule autour de trois axes : politique et social, culturel et éducatif.
Les principales institutions tunisiennes sont « tunisifiées » comme la sûreté intérieure et extérieure, la magistrature, l'information, l'appareil diplomatique et l'administration. Les nouveaux corps des gouverneurs et des délégués sont créés et les fonctionnaires français sont remplacés par des fonctionnaires tunisiens. Bien que l'islam reste la religion d'État (le président doit par exemple être de religion musulmane), le pouvoir des chefs religieux est grandement réduit. L'indépendance monétaire est réalisée, le 19 septembre 1958, par l'instauration de la Banque centrale de Tunisie, et, le 18 octobre, par la création du dinar tunisien. Afin de combattre l'analphabétisme, dont le taux est encore extrêmement élevé à l'époque, la loi du 4 novembre, destinée à permettre l'avènement d'une « école nouvelle, moderne, unifiée, gratuite et universelle » est promulguée. En dépit du fait que l'objectif de scolarisation fixé par la réforme n'est pas atteint dans les délais prévus, du fait de la croissance démographique rapide, les résultats sont positifs dans l'ensemble, car l'école devient omniprésente, même dans les zones les plus reculées.

### Crise de Bizerte
Peu après l'indépendance, un contentieux, connu sous le nom de « crise de Bizerte », oppose le pays à la France à propos du port du même nom. En effet, l'ancienne puissance coloniale conserve cette base navale stratégique pour maintenir son influence sur la rive sud de la mer Méditerranée. En 1961, dans un contexte d'achèvement prévisible de la guerre d'Algérie, la Tunisie revendique la rétrocession de la base de Bizerte. La réaction militaire française devant les agissements tunisiens est extrêmement ferme. La crise fait près d'un millier de morts (essentiellement Tunisiens).
Peu de temps après, la France cède la base, finalement rétrocédée le 15 octobre 1963.

### Échec de l'expérience socialiste

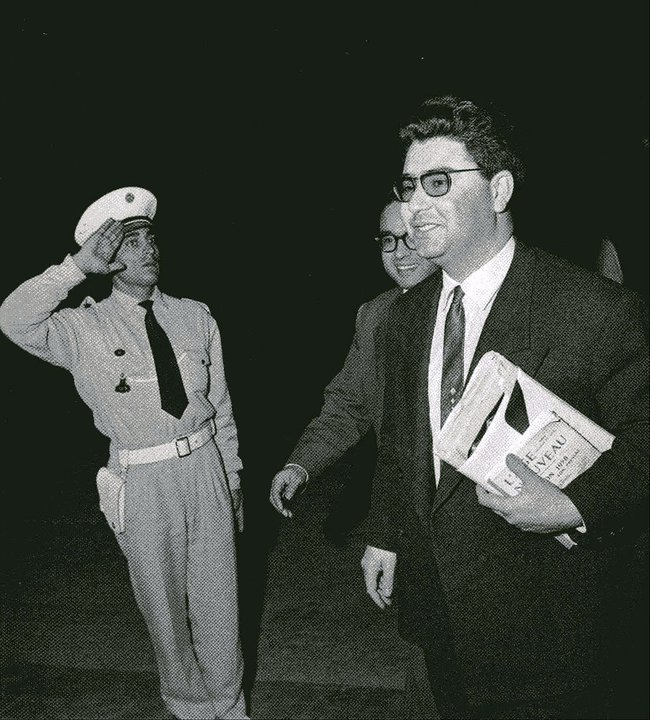
Ahmed Ben Salah (à droite)

Les 23 mars 1962 et 2 mars 1963 marquent un tournant dans l'histoire de la Tunisie indépendante. En 1962 naît le « socialisme destourien » lorsque le Conseil national du Néo-Destour proclame l'adoption du socialisme. En 1963, le Néo-Destour adopte alors le régime du parti unique. Ces deux décisions signifient que l'État devient le premier et unique responsable des destinées économiques, sociale et politique du pays, à la manière des régimes totalitaires apparus en Europe de l'Est aux lendemains de la Seconde Guerre mondiale, et le champ de l'initiative privée est réduit à sa plus simple expression. Toute activité politique hors du cadre des structures du parti est interdite. Le développement de la société civile est interrompu par l'imbrication poussée à l'extrême entre le parti et toutes les organisations et associations. L'option en faveur du socialisme comme doctrine économique est déterminante dans le choix du système du parti unique, lequel choix est précipité par le complot avorté de 1962 dans lequel trempent des officiers subalternes, d'anciens résistants et d'anciens partisans de Ben Youssef. Un système autocratique est ainsi né.
Le ministre Ahmed Ben Salah est le principal bénéficiaire de la nouvelle orientation adoptée par le régime. Il se consacre alors à la mise en application de son programme économique et social, fort du soutien total de Bourguiba mais en l'absence de toute forme de contrôle et sans avoir à rendre des comptes. Le 12 mai 1964, les terres détenues par les colons français, et qui s'étendent sur près de 450 000 hectares, sont nationalisées.
Toutefois, Ben Salah est rapidement confronté à de nombreux obstacles, au point que Bourguiba se trouve dans l'impossibilité de continuer à le protéger, surtout lorsque l'expérience de collectivisation forcée se retrouve dans l'impasse. Son échec est reconnu officiellement, la politique socialiste abandonnée et Ben Salah désavoué. Le Conseil de la République, qui est alors la plus haute instance exécutive du pays, décide officiellement l'abandon de la collectivisation, le 2 septembre 1969. Ben Salah est limogé et exclu du Néo-Destour, devenu entre-temps le Parti socialiste destourien, le 9 novembre avant d'être envoyé devant la Haute Cour pour être jugé.

### Timide reprise économique
Après une période de « pause de réflexion », Bourguiba choisit Hédi Nouira, connu pour son opposition irréductible à la collectivisation, comme Premier ministre. Le nouveau gouvernement prend rapidement des dispositions destinées à éliminer les séquelles de la collectivisation dans le sens de la réhabilitation du secteur privé et de la redynamisation de l'économie tunisienne, désormais au cœur des préoccupations du gouvernement durant toutes les années 1970, au détriment des préoccupations d'ordre social, culturel ou éducatif.

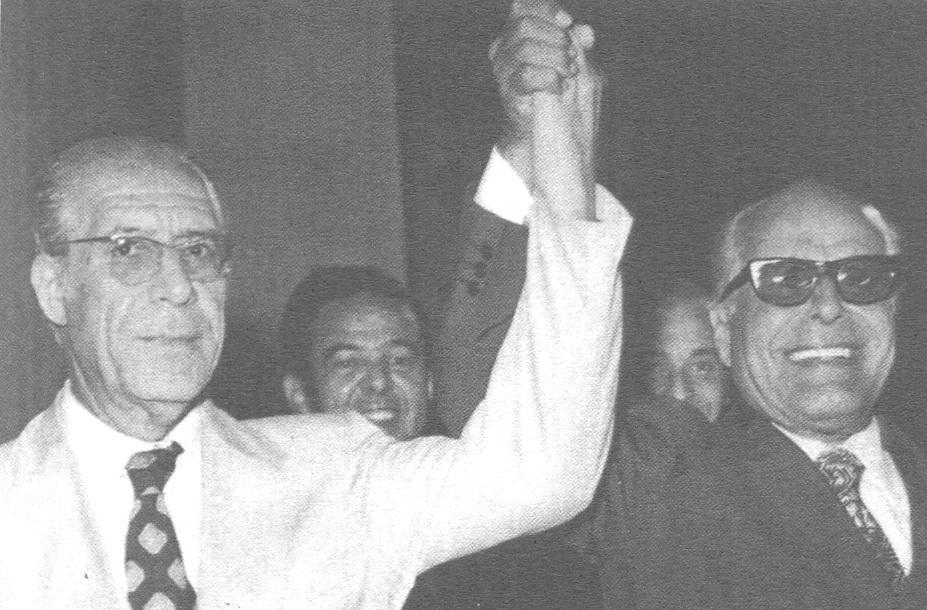
Hédi Nouira et Bourguiba en 1974

Cette décennie se caractérise par la priorité accordée à la rentabilité économique des investissements de l'État, au détriment du rendement social, ainsi que par une modification fondamentale au niveau du rythme d'accroissement de l'endettement extérieur (taux d'endettement par rapport au PIB passant de 21,8 % en 1962 à 45 % en 1981), l'industrie comptant de plus en plus sur l'importation (pièces de rechange, machines-outils, etc.). Des législations incitatives pour les investissements étrangers sont mises en place.
En dépit de certains déséquilibres enregistrés durant cette période, cette décennie est celle de la réaffirmation de la prééminence du rendement et de la rentabilité économiques, ce qui entraîne l'accroissement du rythme de la production et la réalisation d'une vraie embellie économique, surtout durant la première moitié des années 1970, à la faveur du renchérissement des hydrocarbures (la Tunisie dégageant alors un excédent exportable) et de la succession de plusieurs années pluvieuses pour l'agriculture. Mais, dès que les cours du pétrole et la pluviométrie cessent d'être favorables, les incidences négatives de l'orientation libérale se révèlent au grand jour sur le plan social.

### Crise généralisée
Dans ce contexte économique, de nombreuses crises émergent :
- Crise des universités : Elle consiste en la multiplication des troubles et tensions qui connaissent leur paroxysme avec les évènements du printemps 1968 et l'entrée de l'université dans une crise profonde qui faillit compromettre jusqu'à son existence et son patrimoine scientifique et cognitif durant les années 1960 et jusqu'au milieu des années 1980.
- Affrontements avec l'Union générale tunisienne du travail : La crise culmine avec le mot d'ordre de la grève générale du 26 janvier 1978 qui donne lieu à des heurts entre forces de l'ordre et manifestants et à l'intervention de l'armée. Les émeutes font 52 morts et 365 blessés.
- Crise du système politique : Le système entre dans la crise dès la fin des années 1960 du fait de l'isolement de la direction, de la fermeture de tous les canaux d'expression et de la marginalisation d'une partie importante des compétences. La crise est aggravée par le déclenchement de la lutte de succession débutant avec le premier malaise cardiaque de Bourguiba du 14 mars 1975. Les mouvements politiques d'opposition fleurissent dans les années 1970 en réaction au refus continu de Bourguiba d'admettre le pluralisme politique, voire de toute idée de développement autonome de la société civile. Le système autocratique ne peut s'adapter à cette nouvelle situation et se contente de vaines tentatives pour rattraper les évènements et de réactions instantanées, d'où les explosions successives qui ont lieu en janvier 1978 puis en janvier 1980 sous la forme d'une rébellion armée dans la région de Gafsa orchestrée par un groupe de nationalistes tunisiens expatriés et soutenus par des parties étrangères. Il en résulte un passage à vide et le retrait de Nouira de la scène politique pour cause de maladie.

Cette situation favorise la montée de l'islamisme qui mène le pays au bord de la guerre civile avec des émeutes de plus en plus vives. Ainsi, entre le 27 décembre 1983 et le 6 janvier 1984, les « émeutes du pain », provoquées par les augmentations du prix du pain et des produits céréaliers, font officiellement 70 morts. De plus, en 1986, le pays passe par une grave crise financière. Bourguiba limoge le Premier ministre Mohamed Mzali et le remplace par Rachid Sfar, ministre des Finances et de l'Économie, pour rétablir les équilibres économico-financiers. Les intégristes menacent les acquis de la Tunisie et Bourguiba, vieillissant, veut dès lors les éradiquer par la répression. Commencé dans une atmosphère de libéralisme et de laïcisation de la société tunisienne, le long règne de Bourguiba s'achève ainsi dans une lutte sans merci contre la montée de l'islamisme menée par Zine el-Abidine Ben Ali, nommé ministre de l'Intérieur puis Premier ministre.

## Présidence Ben Ali (1987-2011)

### Changements dans la continuité
Le 7 novembre 1987, Zine el-Abidine Ben Ali dépose le président Bourguiba pour sénilité et prend en main les destinées du pays à l'issue d'un « coup d'État médical » unique dans les annales du monde arabe. La succession au pouvoir s'opère dans le cadre apparent de la légalité constitutionnelle et de façon pacifique. Partisans et détracteurs lui reconnaissent d'avoir le courage d'entreprendre un tel acte, eu égard à la stature charismatique de son prédécesseur, et d'avoir « sauvé le pays de la déliquescence » du fait de l'état de santé et de l'âge avancé du « combattant suprême » (surnom de Bourguiba).
Il se fait aussitôt le chantre de la démocratisation du pays. Il procède le 25 juillet 1988 à l'abrogation de la présidence à vie, à la limitation de la présidence à trois mandats et à la mise en place d'un âge maximum de 65 ans pour se présenter à la présidence. Une loi sur les partis politiques est votée en novembre 1988. Plusieurs partis politiques sont alors légalisés.

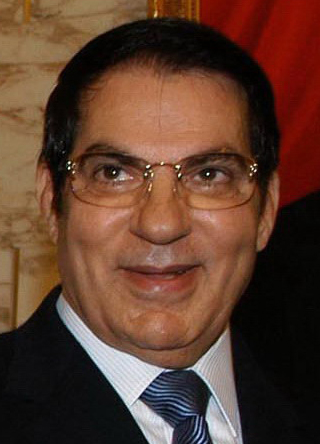
Portrait de Zine el-Abidine Ben Ali

Élu le 2 avril 1989 avec 99,27 % des voix (il est alors le seul candidat), il poursuit la politique de Bourguiba dont il se positionne comme le fils spirituel. Sur le plan économique et social, il réussit à moderniser l'économie qui affiche aujourd'hui une prospérité inédite en Afrique. Sur le plan de la sécurité, le régime se prévaut d'avoir épargné au pays les convulsions islamistes qui ensanglantent l'Algérie voisine, grâce à la neutralisation du parti Ennahdha. Ainsi, au début des années 1990, plusieurs centaines d'islamistes sont condamnés à de lourdes peines de prison alors que d'autres s'exilent en Europe (notamment Rached Ghannouchi à Londres). L'opposition et de nombreuses ONG de défense des droits de l'homme accusent le régime de porter atteinte aux libertés publiques.
Les années suivantes voient avec peine se concrétiser les promesses d'ouverture démocratique. Ainsi voit-on l'opposition légale accéder à la Chambre des députés pour la première fois lors des élections législatives du 20 mars 1994 à la suite d'une réforme constitutionnelle réservant 20 % des sièges aux partis sans candidats élus dans le cadre du suffrage majoritaire (une clé proportionnelle est utilisée pour les 20 % de sièges réservés). La même année, le président Ben Ali, seul candidat à la présidentielle, est réélu avec 99,91 % des voix. La détérioration de la situation politique en Tunisie est alors dénoncée par le président de la Ligue tunisienne des droits de l'homme, Moncef Marzouki (lequel avait annoncé sa candidature à l’élection présidentielle), qui est alors emprisonné pendant plusieurs mois.
Cinq ans plus tard, une nouvelle réforme constitutionnelle ouvre aux dirigeants des partis politiques (en poste depuis au moins 5 ans) la possibilité de se présenter à l’élection présidentielle. L’élection du 24 octobre 1999 est la première élection présidentielle pluraliste (trois candidats), quoique le président Ben Ali ait été réélu avec un score (99,44 %) comparable aux élections précédentes.

### Montée des critiques
Au printemps 2000, une crise politique est déclenchée par la grève de la faim du journaliste Taoufik Ben Brik (correspondant de La Croix). L'ancien président Habib Bourguiba décède le 6 avril. Ses funérailles ont lieu à Monastir sous couvert d'un important dispositif sécuritaire et sans retransmissions télévisuelles.
Le 11 avril 2002, un attentat au camion piégé vise la synagogue de la Ghriba au cours duquel meurent 19 personnes (dont quatorze touristes allemands). Dans ce contexte, le pouvoir semble souffler le chaud et le froid sur le processus de démocratisation. En effet, le 26 mai, il fait approuver par référendum une réforme de la Constitution de 1959, repoussant l'âge limite d'accès à la présidence à 75 ans et supprimant la limite des trois mandats qu'il a lui-même introduits en 1988. Ceci lui permet de remporter un quatrième mandat, le 24 octobre 2004, et participe d'une certaine restauration d'une présidence à vie « déguisée », puisqu'il peut désormais conserver le pouvoir jusqu'à l'âge de 80 ans (75 ans + cinq ans de mandat), c'est-à-dire jusqu'en 2014. Pour autant, l'élection de 2004 connaît une campagne nettement plus offensive qu'à l'accoutumée de la part de Mohamed Ali Halouani, représentant du Mouvement Ettajdid, l'un des trois candidats opposés au président sortant, et ce, malgré les tracasseries que l'administration lui inflige. Finalement, le pluralisme s'étend lentement et les voix des opposants au pouvoir sont en légère augmentation, Ben Ali obtenant 94,5 % des voix. Les détracteurs du régime jugent alors trop lent le rythme du processus démocratique et souhaitent que le régime politique soit plus en phase avec le niveau économique et social atteint par la Tunisie, tandis que ses partisans louent la démarche graduelle du processus, évitant au pays de faire des « sauts dans l'inconnu » qui ont mené ailleurs à une déstabilisation.
Entre 2004 et 2006, la vie politique tunisienne est caractérisée par la poursuite de la répression politique : mesures disciplinaires contre le juge Mokhtar Yahyaoui (en) puis contre l'avocat Mohamed Abbou, action répressive contre les administrateurs du site web Tunezine puis contre des internautes de Zarzis, etc. En septembre 2005, une réforme constitutionnelle votée en urgence par la Chambre des députés garantit une immunité judiciaire totale au président et à sa famille après l'expiration de son mandat. En novembre est organisé en Tunisie le Sommet mondial sur la société de l'information (SMSI) sous égide de l'ONU.

### Révolution

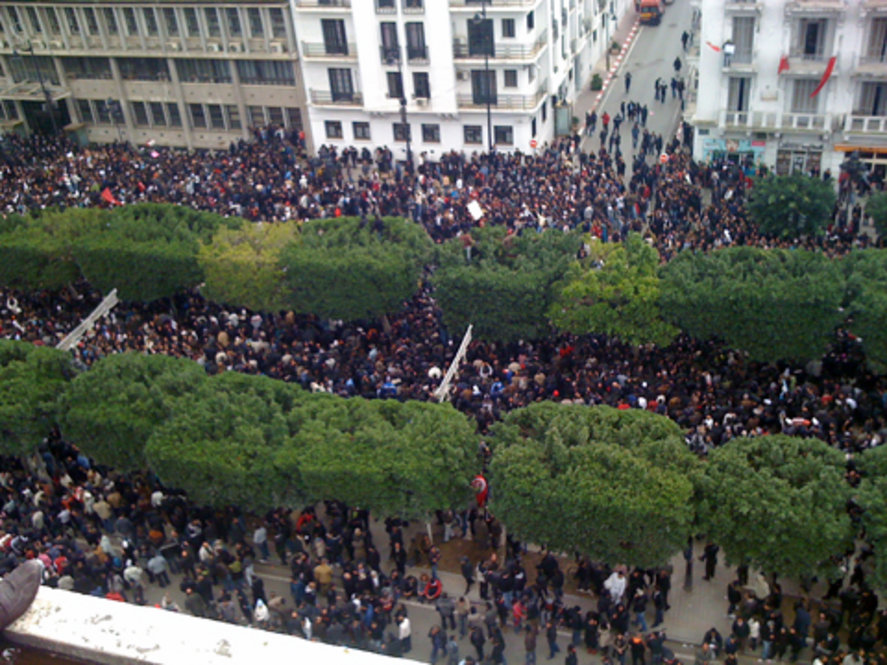
Foule des manifestants sur l'avenue Habib-Bourguiba le 14 janvier 2011

À partir du 18 décembre 2010, le pays fait face à une violente crise sociale, à la suite du suicide d'un jeune chômeur, Mohamed Bouazizi, par immolation à Sidi Bouzid. Le mouvement de contestation, dont les revendications sont à la fois sociales et politiques, s'étend ensuite à d'autres villes du pays.
Le 13 janvier 2011 à 20 h, après l'annonce d'un évènement urgent, le président Zine el-Abidine Ben Ali fait un discours retransmis sur la chaîne télévisée Tunisie 7 ; c'est l'une des rares fois où il parle en arabe dialectal. Il répond à plusieurs questions soulevées par le peuple et l'opposition, notamment en annonçant une baisse des prix des denrées de base telles que le pain, le lait et le sucre, une libéralisation de l'Internet tunisien ainsi que la cessation des tirs à balles réelles de la part des forces de police. Enfin, il déclare que son mandat en cours serait le dernier et qu'il quitterait donc le pouvoir en 2014.
Malgré ces initiatives de la part du chef de l'État, des manifestations spontanées ont lieu le 14 janvier sur l'avenue Habib-Bourguiba à Tunis. Lors de ces manifestations, toutes les classes sociales sont présentes et manifestent leur volonté de voir partir le président en place. Cependant, elles tournent mal et les forces de police interviennent en utilisant du gaz lacrymogène et des balles en caoutchouc.
Ce même jour, après environ un mois de crise sociale, le président Ben Ali limoge son gouvernement et prévoit des élections législatives anticipées dans les six mois. Après cette déclaration, l'état d'urgence est décrété : le couvre-feu s'étend de 17 h à 7 h, les forces militaires sont présentes dans les rues et les attroupements en tous genres de plus de trois personnes sont interdits ; les forces de police et militaires sont autorisées à tirer si le besoin s'en fait ressentir. Enfin, les aéroports sont fermés et protégés par plusieurs centaines de militaires ; quelques avions sont autorisés à décoller, notamment les avions privés.

## Période transitoire (2011-2014)

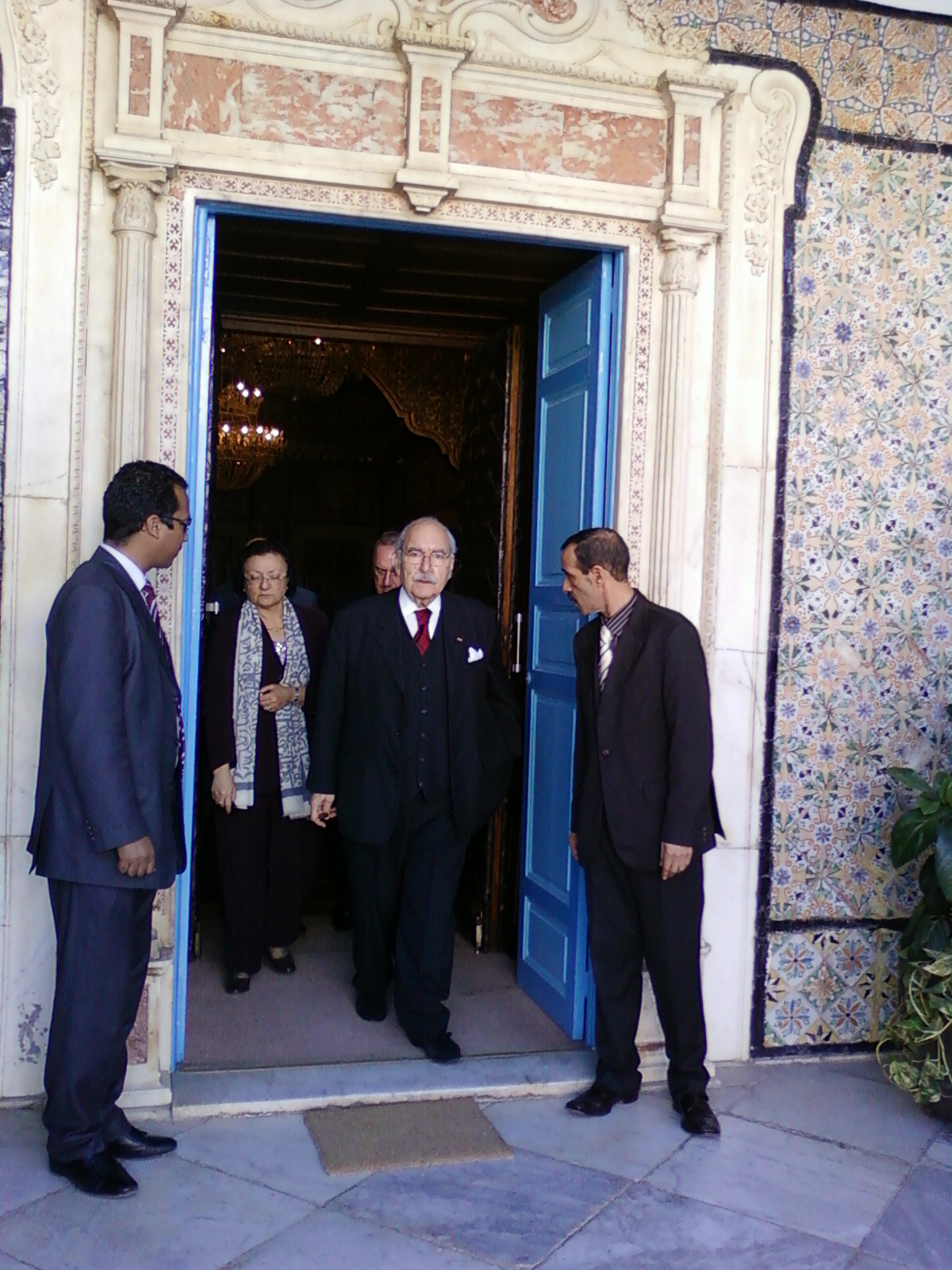
Fouad Mebazaa sortant de la Chambre des députés en direction du Palais présidentiel de Carthage

### Intérim
Après cette déclaration, le président quitte le pays par la voie aérienne. C'est son Premier ministre Mohamed Ghannouchi qui devient le président par intérim, avant que Fouad Mebazaa ne soit proclamé le lendemain par le Conseil constitutionnel en sa qualité de président de la Chambre des députés. Celui-ci confirme Ghannouchi comme Premier ministre et lui demande de former un gouvernement d'union nationale dont beaucoup de membres font partie du Rassemblement constitutionnel démocratique (RCD). À la suite des différentes contestations qui ont suivi la formation de ce gouvernement, Ghannouchi et le président par intérim Fouad Mebazaa annoncent qu'ils quittent leurs responsabilités au sein du RCD. Le 20 janvier, les autres ministres encore membres du RCD annoncent avoir fait de même : il s'agit de Kamel Morjane, Ridha Grira, Ahmed Friaâ, Moncer Rouissi et Zouheir M'dhaffer. Le même jour, M'dhaffer, chargé du Développement administratif, démissionne également de ses fonctions ministérielles ; Morjane démissionne quant à lui du gouvernement le 27 janvier, quelques heures avant un nouveau remaniement.
Ghannouchi nomme par ailleurs des gouverneurs faisant partie eux aussi du RCD. Quelques jours après, d'autres manifestations violentes demandent le départ de Ghannouchi et de son gouvernement ainsi que la dissolution du RCD. Le 27 février, celui-ci est remplacé par Béji Caïd Essebsi. Le 3 mars, le président par intérim donne un discours durant lequel il annonce l'élection d'une assemblée constituante qui doit rédiger une nouvelle Constitution. Le 7 mars, Caïd Essebsi nomme son gouvernement avant que le RCD soit dissous deux jours plus tard.
Depuis, des reportages filmés dans les divers lieux de résidence présidentiels ont mis au jour un vaste système organisé de kleptocratie, que des caches derrière des éléments décoratifs du mobilier révèlent : des billets de banque en devises internationales, par liasses conséquentes, ainsi que des pièces de joaillerie, le tout réparti sur plusieurs palais.

### Régime de la Troïka
L'assemblée constituante est élue le 23 octobre 2011 au scrutin de liste à la proportionnelle, avec une parité hommes-femmes et une répartition au plus fort reste. Les islamistes d'Ennahdha obtiennent une majorité relative (89 sièges sur 217) et concluent une coalition gouvernementale tripartite, rapidement surnommée « Troïka », avec le Congrès pour la République (CPR), un parti de gauche nationaliste (29 sièges), et Ettakatol, un parti social-démocrate membre de l'Internationale socialiste (20 sièges) sur la base d'une répartition des responsabilités : la présidence de la République va à Moncef Marzouki (CPR), la présidence du gouvernement à Hamadi Jebali (Ennahdha) et la présidence de l'assemblée à Mustapha Ben Jaafar (Ettakatol). Cette alliance provoque des dissidences à l'intérieur des deux partenaires d'Ennahdha, avec la défection de 17 élus du CPR et de dix élus d'Ettakatol — sans toutefois mettre en danger le gouvernement, puisque la coalition conserve la majorité absolue.
Le gouvernement Jebali obtient la confiance de l'assemblée le 23 décembre, par 154 voix pour, 38 contre et 11 abstentions, et entre en fonctions le 26 décembre.
Plusieurs crises sécuritaires se succèdent alors, avec des manifestations qui dégénèrent le 9 avril et le 26 novembre 2012, mais aussi avec l'attaque de l'ambassade américaine et de l'école américaine par des salafistes le 14 septembre. Cette période est surtout marquée par l'irruption de la violence politique : le 18 octobre, le coordinateur de Nidaa Tounes à Tataouine, Lotfi Nagdh, est mortellement blessé à la suite d'une manifestation violente déclenchée par des membres de la Ligue de protection de la révolution ; le 6 février 2013, Chokri Belaïd, un opposant politique, est assassiné en quittant en voiture son domicile du quartier d'El Menzah VI,. Ce meurtre secoue l'opinion publique et déclenche de nombreuses manifestations dans tout le pays hostiles à Ennahdha, dont les bureaux sont brûlés et saccagés à Sfax, Monastir, Béja, Gafsa et Gabès, les manifestants demandant le départ du gouvernement ainsi que de la troïka au pouvoir en dénonçant leur incompétence. Ennahdha se voit accusée d'avoir fomenté cet assassinat ou, à tout le moins, d'avoir failli à assurer la sécurité du pays.
Ce meurtre ébranle le gouvernement, alors empêtré dans une interminable crise ministérielle. Le soir même, Hamadi Jebali annonce, unilatéralement et sans consultation des partis politiques, sa décision de former un gouvernement de technocrates dont la mission serait limitée à la gestion des affaires du pays jusqu’à la tenue d'élections. Bien accueillie par une large partie de la population et par l’opposition, cette initiative se heurte à l'hostilité farouche de son propre parti et de son allié, le CPR. Après plusieurs jours de concertations, le chef du gouvernement finit par annoncer sa démission le 19 février 2013 ; Ennahdha désigne alors Ali Larayedh, ministre de l'Intérieur, pour lui succéder.
Le nouveau gouvernement Larayedh comporte des personnalités indépendantes aux postes de souveraineté (Défense, Intérieur, Affaires étrangères et Justice) mais ne parvient pas à rétablir la confiance. La crise politique s'aggrave encore lorsqu'une seconde personnalité politique, Mohamed Brahmi, est assassinée le 25 juillet 2013 puis lorsque huit soldats sont tués dans une embuscade au Djebel Chambi le 29 juillet. La contestation contre Ennahdha culmine alors que le renversement en Égypte du président islamiste Mohamed Morsi quelques jours plus tôt, le 3 juillet, fait prendre conscience au parti qu'il joue sa survie politique. Un dialogue national s'instaure alors, sous la direction d'un quartet issu de la société civile et dirigé par le puissant syndicat de l'Union générale tunisienne du travail. Le projet constitutionnel est totalement réorganisé et rationalisé et une feuille de route organise une sortie de crise par l'achèvement rapide des travaux de l'assemblée constituante et la mise en place d'un gouvernement de technocrates chargé du maintien de l'ordre, de la gestion des affaires courantes et de l'organisation des premières élections présidentielle et législatives sous le régime de la nouvelle Constitution.
Après de nombreux remous, la Constitution est finalement adoptée le 26 janvier 2014 et Mehdi Jomaa, jusqu'alors ministre de l'Industrie, est chargé de former le nouveau gouvernement, qui est intronisé le 29 janvier.

### Gouvernement d'indépendants
Formé à l'issue d'un processus de dialogue national, le nouveau gouvernement dirigé par Mehdi Jomaa est composé de personnalités indépendantes. Lors de la séance de l'assemblée constituante chargée de voter la confiance, plusieurs constituants s'opposent à ce gouvernement, accusant le cabinet de rassembler des partisans de l'ancien régime de Zine el-Abidine Ben Ali, et accusant aussi la ministre du Tourisme désignée de s'être rendue en Israël. Certains blocs parlementaires refusent quant à eux de soutenir le gouvernement, arguant qu'il est illégitime car issu du dialogue national.
Répondant à ces accusations, Jomaa déclare qu'il ne dispose pas d’un programme détaillé mais que plusieurs points sont importants pour lui : l'organisation d'élections transparentes, la sortie de la crise économique, la création d'emplois, la révision des nominations effectuées par les précédents cabinets, la dissolution des Ligues de protection de la révolution ainsi que la lutte contre la corruption. Sur 193 votants, 149 votent la confiance, vingt votent contre et 24 s'abstiennent. Le lendemain, la passation des pouvoirs a lieu au Dar El Bey entre Jomaa et Larayedh. Le gouvernement compte trois femmes sur 29 membres : Nejla Moalla Harrouch, ministre du Commerce et de l'Artisanat, Amel Karboul, ministre du Tourisme, et Neila Chaabane, secrétaire d’État chargée des Affaires de la femme, de l’Enfance et de la Famille.
Le 16 juin, l'Instance supérieure indépendante pour les élections présente au président de l'assemblée ses propositions pour les dates des scrutins présidentiel et législatif, à savoir le 26 octobre pour les législatives et le 23 novembre pour le premier tour des présidentielles.